# إسلام ياسين
إسلام ياسين الشريف (مواليد 16 أغسطس 1993) هو لاعب كرة قدم قطري يلعب مع النادي الأهلي كظهير أيسر.

## مسيرة اللاعب
لعب سابقاً في نادي قطر ونادي معيذر ونادي الشمال والنادي الأهلي.